# 戈兰·武耶维奇
戈兰·武耶维奇（羅馬化：Goran Vujević，1973年2月27日—），黑山男子排球运动员。他曾代表南联盟、塞尔维亚和黑山参加1996年、2000年和2004年夏季奥林匹克运动会排球比赛，获得一枚金牌和一枚铜牌。